# Burnand
Burnand é uma comuna francesa na região administrativa de Borgonha-Franco-Condado, no departamento Saône-et-Loire. Estende-se por uma área de 6,39 km². Em 2010 a comuna tinha 130 habitantes (densidade: 20,3 hab./km²).